# مرتضی جعفری
سید مرتضی جعفری (متولد ۲۴ مرداد ماه سال ۱۳۷۱) ورزشکار و ملی‌پوش رشتهٔ اسکی آلپاین و اسکی روی چمن اهل ایران است. او نخستین کسی است که توانسته مدال بین‌المللی اسکی روی چمن را برای تیم ملی اسکی جوانان به ارمغان بیاورد.

## افتخارات

### اسکی روی چمن

#### جوانان
- مدال برنز مسابقات اسکی روی چمن ایران را در سال ۲۰۱۰ کسب کرد[۸]
- دو مدال برنز مسابقات اسکی روی چمن سوئیس سال ۲۰۱۱[۹]
- دو مدال نقره و یک مدال برنز مسابقات اسکی روی چمن آلمان سال ۲۰۱۲[۱۰]

#### بزرگسالان
- یک مدال طلا و یک مدال نقره در مسابقات اسکی روی چمن ایران در سال ۲۰۱۵[۱۱]
- دو مدال نقره و یک مدال برنز در مسابقات اسکی روی چمن ایران سال ۲۰۱۹[۱۲]

### اسکی آلپاین

#### بزرگسالان
- حضور در مسابقات اسکی آلپاین قهرمانی جهان ایتالیا در سال ۲۰۲۱[۱۳]
- حضور در مسابقات اسکی آلپاین قهرمانی جهان سوئد در سال ۲۰۱۹[۱۴]
- حضور در مسابقات اسکی آلپاین قهرمانی جهان سوئیس در سال ۲۰۱۷[۱۵]
- حضور در مسابقات اسکی آلپاین قهرمانی جهان اتریش در سال ۲۰۱۳[۱۶][۱۷]

#### جوانان
- حضور در مسابقات اسکی آلپاین قهرمانی ایران در سال ۲۰۱۱ و کسب ۴ مدال طلا[۱۸]
- حضور در مسابقات اسکی آلپاین قهرمانی جهان قزاقستان سال ۲۰۱۰ و کسب یک مدال برنز و یک مدال نقره[۱۹][۲۰]
- حضور در مسابقات اسکی آلپاین قهرمانی جهان لبنان سال ۲۰۰۸ و کسب مدال نقره[۲۱][۲۲]